# Manel Signes
Manel Signes (Barcelona; 19 de septiembre de 2000) es un baloncestista español que actualmente forma parte de la plantilla del CB Bahía San Agustín de la Liga LEB Plata, la tercera división del baloncesto en España. Con 2.01 metros de estatura, juega en la posición de alero.

## Trayectoria deportiva
Formado en las categorías inferiores del Joventut de Badalona, estuvo desde 2016 a 2018 a las órdenes de Daniel Miret en el equipo junior del Joventut. 
Signes fue internacional en las categorías inferiores, siendo Campeón de Europa U16 en Polonia en 2016 y Plata en Bratislava U18 en 2017.
Comienza la temporada 2018-19, cedido por la Penya, en las filas del CB Prat de LEB Oro. La temporada siguiente (2019-2020) se convierte en jugador definitivo del C.B. Prat en la Liga LEB Plata.
En la temporada 2020-21, juega en el Club Bàsquet Cornellà de la Liga LEB Plata, donde promedia 9,6 de valoración y 14 puntos por partido.
El 25 de agosto de 2021, firma por el FC Cartagena Baloncesto de la Liga LEB Plata.
En la temporada 2022-23, firma por el CB Bahía San Agustín de la Liga LEB Plata. 

## Internacional
- 2016. Oro. Europeo sub-16 en Polonia.
- 2017. Plata. Europeo sub-18 en Bratislava.